# Flaga Gdyni
Flaga Gdyni – jeden z symboli miasta Gdyni w postaci flagi.  Jest wewnętrznym znakiem reprezentacyjnym, symbolizującym miasto jako gminę.

## Historia
Flaga Gdynia została ustanowiona 20 kwietnia 1994 uchwałą Rady Miasta. Jej autorem jest Józef Jezierski.

## Wygląd i symbolika
Flagą Gdyni jest prostokątny płat tkaniny o proporcjach boków 3:5, obustronnie jednakowy, o dwóch poziomo ułożonych polach, barwy białej u góry i turkusowej u dołu, symbolizującej niebo i morze. Proporcje szerokości pola białego do turkusowego wynoszą 3:1. Na polu białym znajduje się herb Gdyni, którego oś jest umieszczona na 1/4 jego długości od strony masztu. Na polu turkusowym, w jego górnej części, przebiega poziomo równolegle do dłuższego boku tego pola wąski biały pasek symbolizujący przybój fali morskiej.